# Mnesarete guttifera
Mnesarete guttifera – gatunek ważki z rodziny świteziankowatych (Calopterygidae). Występuje na terenie Ameryki Południowej.